# Ördögégetés

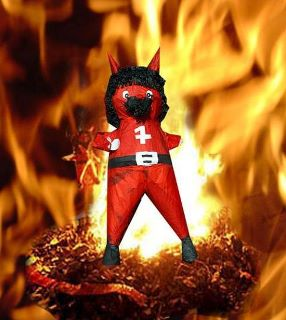
Égő ördögfigura

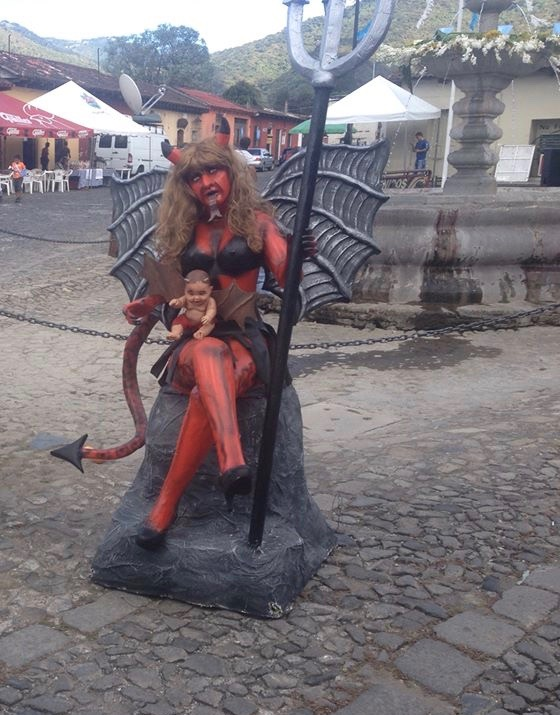
Ördögszobor Antigua Guatemalában

Az ördögégetés (spanyolul: quema del diablo) egy guatemalai népszokás, amelyre minden év december 7-én kerül sor. Az ördögégetés alkalmával az emberek a megtisztulás, a gonosz elűzése érdekében egyrészt ördögfigurákat égetnek el, másrészt száraz ágakat, papírokat és régi, használaton kívüli tárgyaikat.
A szokás a 16. században jelent meg először, és azóta a karácsonyi ünnepkör kezdetét jelenti. Az égetés a legelterjedtebb értelmezés szerint a „jó” és a „rossz” előbbi győzelmével végződő harcát jelképezi, maga a tűz Szűz Mária fényét szimbolizálja. Guatemalavárosban általában december 7-én este 6 órakor gyúlnak fel a tüzek, amelyek a másnapi szeplőtelen fogantatás ünnepe alkalmából tartott körmenetnek is fényforrásként szolgálnak.
A guatemalai néphit úgy tartja, hogy az ördög a házak zugaiban a régi tárgyak között megbújva lakozik. Az emberek, főként a gyerekek már napokkal december 7. előtt elkezdik összegyűjteni és felhalmozni régi papírjaikat és szükségtelen tárgyaikat, majd amikor elérkezik a meggyújtás időpontja, a látvány kedvéért nem csak ezeket gyújtják meg, hanem például rakétákat és bengálitüzeket is. Újabban egyre többen készítenek drótvázra kifeszített, papírból készült, piros színű ördögfigurákat is, és ezeket is a tűzre vetik, sőt, vannak, akik a kettőt kombinálják, és az ördögbábut a régi tárgyakkal töltik meg.
Az utóbbi években környezetvédő csoportok és a Környezetvédelmi Nemzeti Bizottság is egyre többször emelik fel szavukat az ünnep során keletkező füst környezetszennyező jellege miatt, és a sajtóban, a rádióban és a televízióban is felhívásokat intéznek a lakossághoz, hogy lehetőleg ne égessenek műanyagot, viaszosvásznakat, nehézfémeket tartalmazó tárgyakat és más, mérgező füstöt okozó anyagokat. Ráadásul nem csak a füst veszélyezteti az embereket: az országban ezen a napon történik a legtöbb tűz okozta sérülés is. Vannak olyan protestáns csoportok is, akik szerint ez az ünnep alaptalan, és a sátánimádat irányába vezet.
Antigua Guatemala városában december 6-án kezdik el az ünnepet általában egy koncerttel, majd másnap egy nagyjából kétméteres ördögszobrot helyeznek el az utca közepére Concepción városrészben, a Fuente de las Delicias szökőkút közelében, és ezt a város „közös” ördögének tekintve gyújtják meg, így próbálva megakadályozni, hogy mindenki saját maga gyújtson sok külön tüzet. Az így kialakuló tömegrendezvény a turisták körében is népszerű, ezért megjelennek az édesség- és helyiétel-árusok is, és megszólalnak a marimbák is.